# ニリンソウ
ニリンソウ（二輪草、学名: Anemone flaccida）は、キンポウゲ科イチリンソウ属の多年草。春山を代表する花のひとつ。主に山地の林床などに群落をつくって生え、春の若葉は山菜に利用される。

## 名称
多くは1本の茎から特徴的に花が2輪ずつ寄り添って咲く姿から、「二輪草」の和名の由来となっている。別名で、フクベラ、コモチバナ、コモチグサ、ガショウソウ、ソバナ、プクサキナ、フクベナ、ヤマソバともよばれる。

## 分布と生育環境
東アジア（樺太、朝鮮、中国北部・東北地方、ウスリー地方、日本）に分布する。日本では北海道、本州、四国、九州に分布し、主に湿潤な山裾の雑木林の中や林縁、谷川沿いの半日陰地に自生して群落をつくる。基準標本はサハリンのもの。

## 形態・生態
多年草。草丈は約20センチメートル (cm) になる。根茎は黒色の細長い塊で、ひげ根がある。根茎で増えるため、群落を作ることが多い。深く裂けた根生葉を持つ。茎の頂部に葉（総苞葉）が茎を囲むように3枚つき、サンリンソウのような柄はない。葉身は5角状で3 - 5裂して深い切れ込みがあり、多くは表面に白い斑点がある。
花期は3 - 5月ごろで、総苞葉の中心からふつう2本の花茎を伸ばして、白い萼片を持つ直径約2 cmの花を2輪つけるが、しばしば1輪や3輪咲かせるものもある。結実すると地上部は枯れて春まで休眠する。
根系はくびれがあるワサビ状の根茎を生じ、ここから不定根が伸びるものである。根茎の地上部側には根出葉が見られる。不定根も根茎全体的には出るが、余りにも古い部分では消失しており、地上部側の新しい部分に多い。根茎のくびれは年一回形成されるため、くびれの数を数えることで個体の生存年数を推測できる。

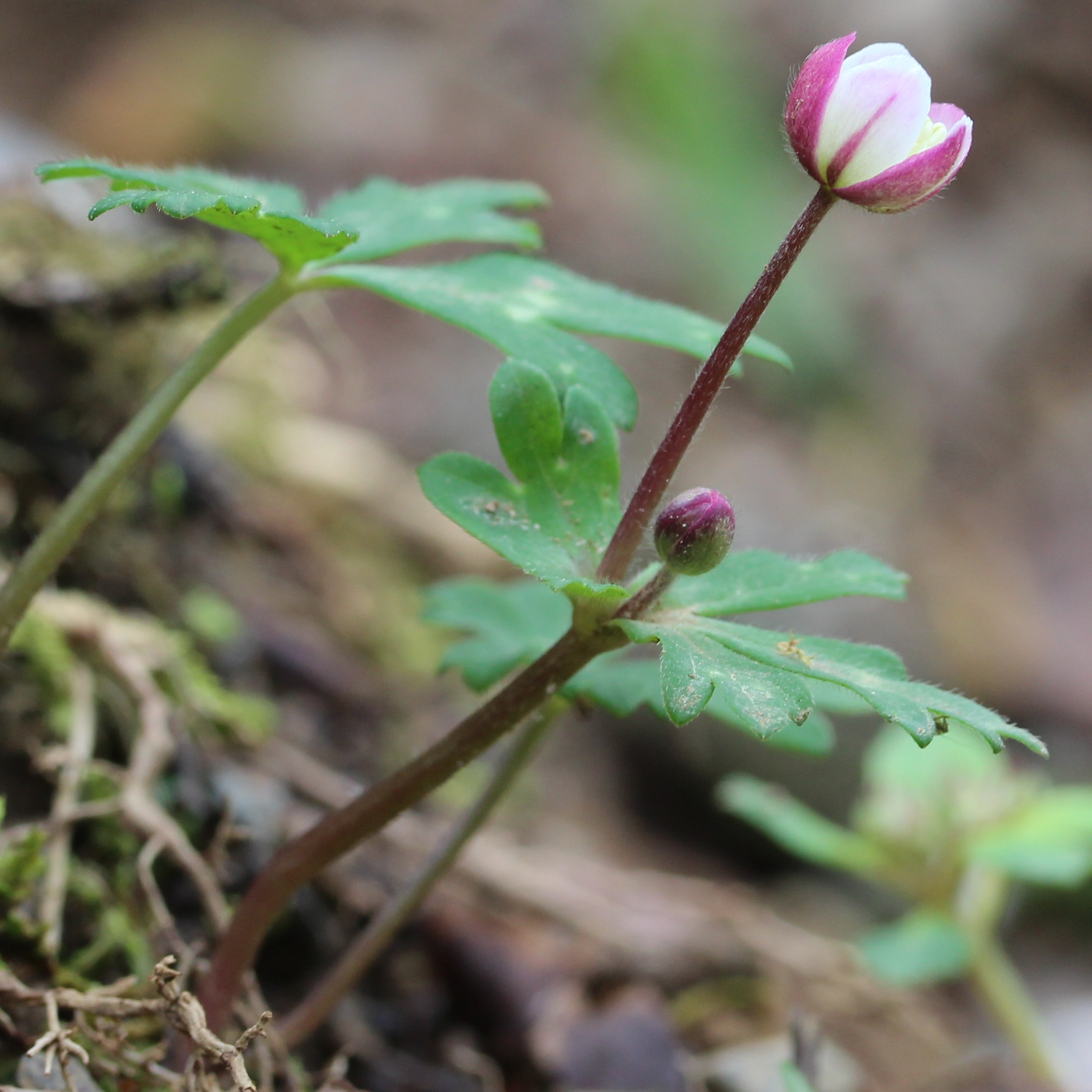
二輪の蕾
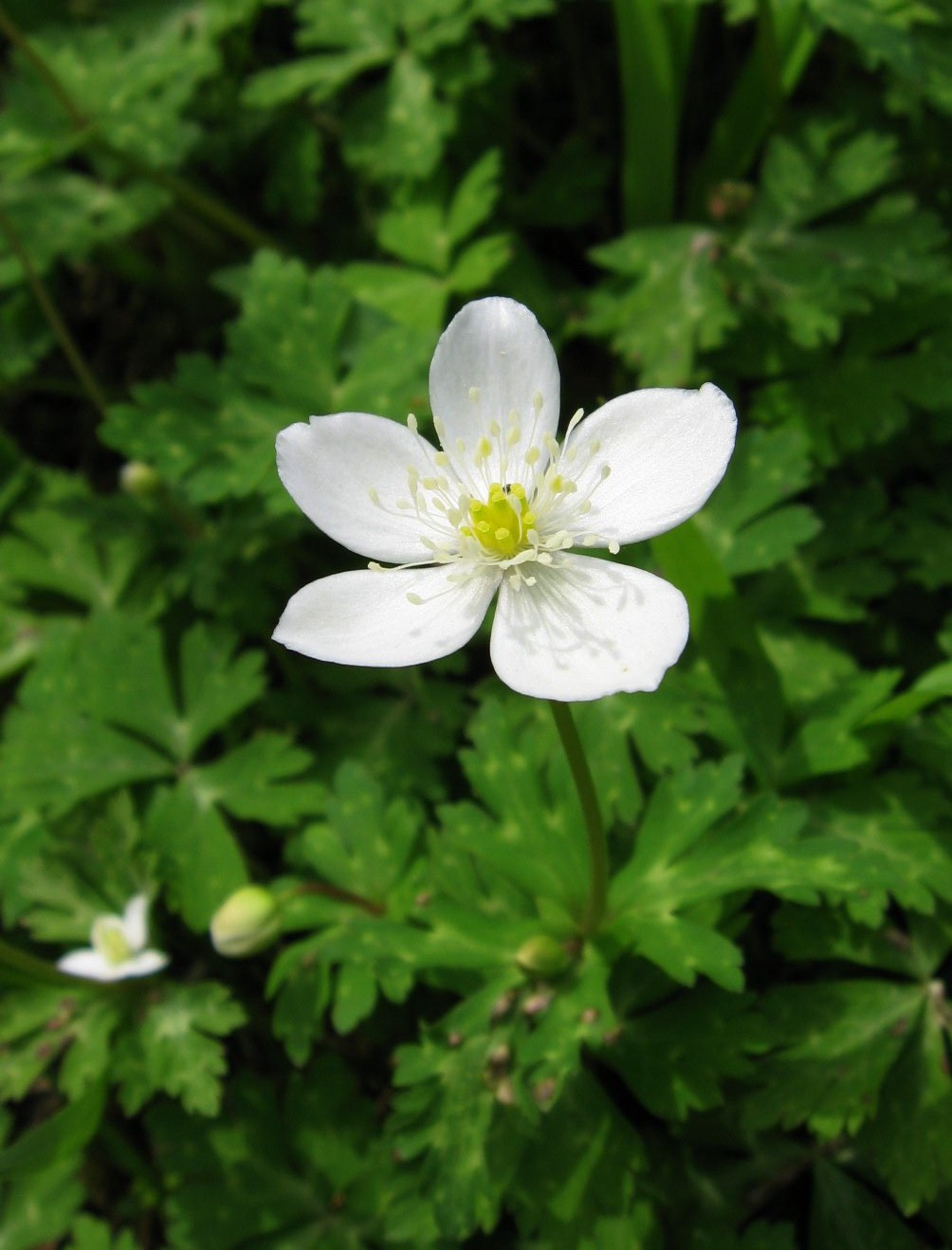
花（白い萼片）
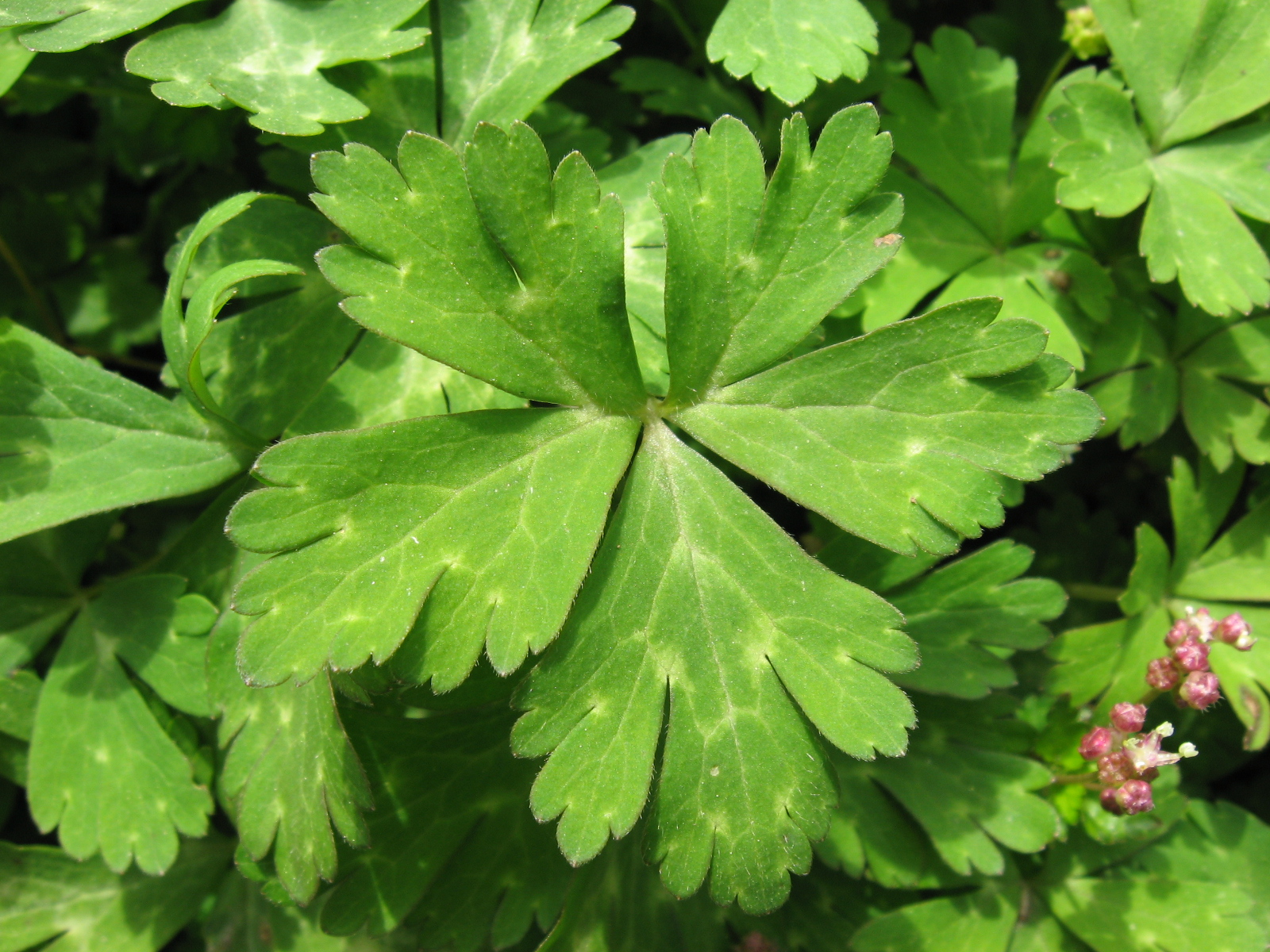
葉

## 利用
有毒植物が多いキンポウゲ科の中で食べることができる数少ない種のひとつで、若葉は山菜として食用される。さっぱりした淡泊な味わいと、シャキシャキした歯触りのよさが身上とされる。根茎は「地烏（ジウ）」とよばれ、漢方薬として用いられる。
食用となる部分は、葉、茎、つぼみ、花など地上部すべてが利用でき、採取時期は暖地で3 - 4月、寒冷地で4 - 5月ごろが適期とされる。アイヌ達は冬季の重要な備蓄食料として、5月から6月に採集し利用していた。猛毒のトリカブトと同じようなところに生えるため、採取する際は花を確認しながら1本ずつ間引くように採取される。
山菜としては灰汁は弱いほうであるが、食べるときは軽く茹でて十分に水にさらしてから、お浸し、和え物、煮浸し、汁の実などにする。茹でて下ごしらえしたものは、塩漬けにして保存できる。花はさっと熱湯にくぐらせて、酢の物、寒天寄せ、椀だねなどにする。淡泊な味わいであるが、食べ過ぎないように注意喚起されている。ニリンソウ自体にも有毒成分は含まれており、煮沸して食用にしているために、有毒成分は抜けている（とされている）。ニリンソウを煮沸せずに口にすると、下腹部痛がすることがある。
なお、同じキンポウゲ科の仲間でも、イチリンソウやサンリンソウは食用にならない。

## 似ている有毒植物

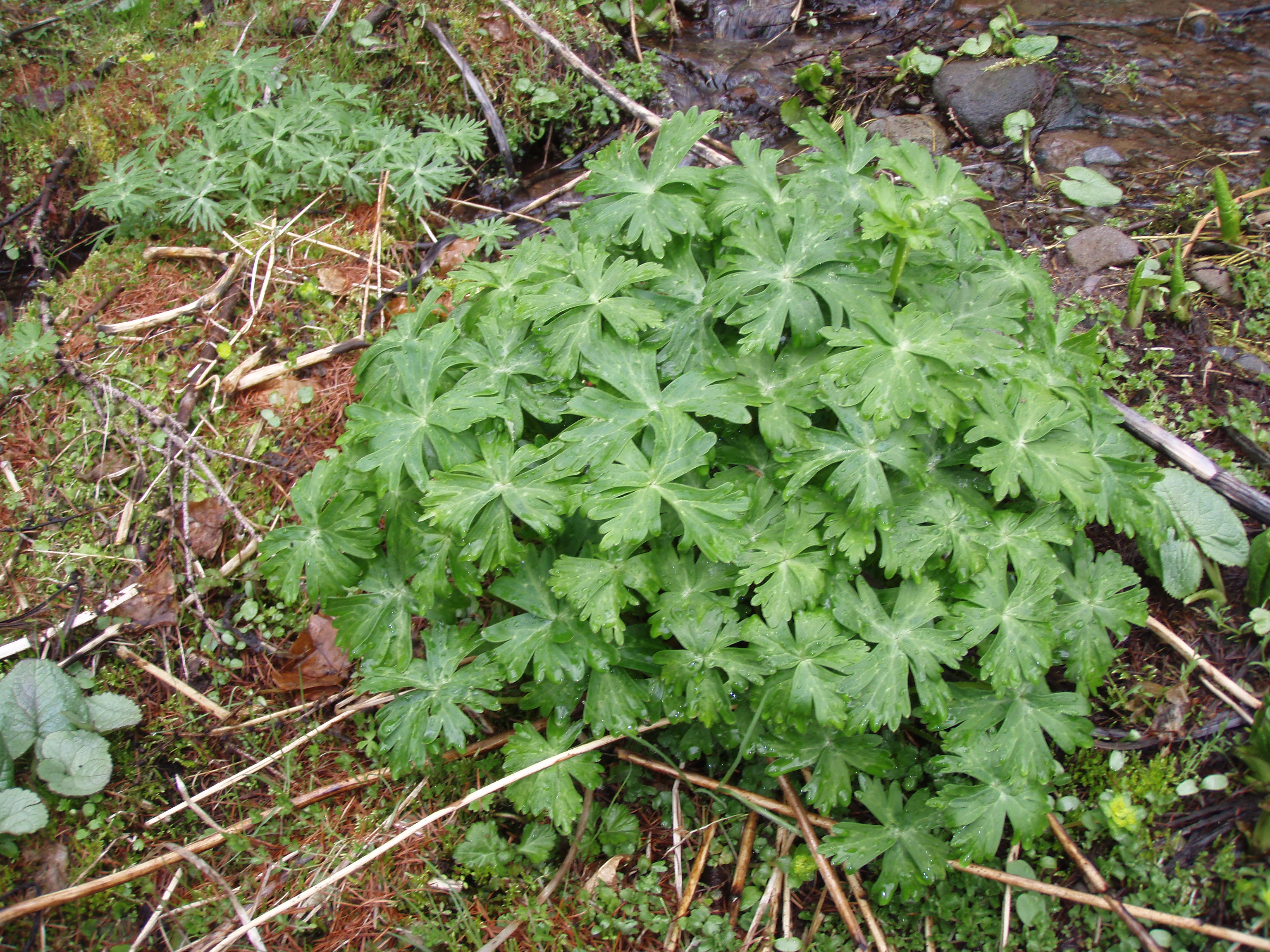
ニリンソウの葉、左上の細い葉はトリカブト。

一方で、花がついていない若葉のころは、猛毒をもつトリカブトやウマノアシガタ（いずれもキンポウゲ科）の若葉に酷似していることから十分な注意が必要である。例えば2009年、2012年には間違えてトリカブトを口にし、死に至った事例が日本で報告されている。
ニリンソウとトリカブトは同じところに混生していることが多く、葉の厚さや切れ込み方に違いはあるが、葉で見わけるのは素人には無理と評されるほどよく似ており、採取する際に誤認を防ぐためには蕾や花を確認してからが望ましいとの意見がいわれている。ニリンソウは春に白い花をつけるのに対し、トリカブトは夏から秋に兜のような形をした青紫色の花をつける。

## 下位分類
- ウスベニニリンソウ Anemone flaccida F.Schmidt f. rosea Hayashi
- ギンサカズキイチゲ Anemone flaccida F.Schmidt f. semiplena (Makino) Okuyama
- ミドリニリンソウ Anemone flaccida F.Schmidt f. viridis Tatew.
- オトメイチゲ Anemone flaccida F.Schmidt var. tagawae (Ohwi) Honda

## 地方公共団体の花
- 東京都板橋区の区の花に指定されていて、「板橋観光キャラクター・りんりんちゃん」はニリンソウの妖精をイメージしている[14]。

## 種の保全状況評価
日本の各都道府県で、以下のレッドリストの指定を受けている。
- 絶滅危惧I類 - 佐賀県
- 絶滅危惧IB類 - 和歌山県
- 絶滅危惧II類 - 島根県[16]、高知県
- 要保護（環境省の絶滅危惧II類相当） - 千葉県[17]
- 準絶滅危惧 - 東京都区部、北多摩（南多摩と西多摩はランク外）